# Tord Filipsson
Tord Ingemar Filipsson (ur. 7 maja 1950 w Katrineholmie) – szwedzki kolarz szosowy, dwukrotny medalista mistrzostw świata.

## Kariera
Pierwszy sukces w karierze Tord Filipsson osiągnął w 1973 roku, kiedy wspólnie z Lennartem Fagerlundem, Svenem-Åke Nilssonem i Leifem Hanssonem zdobył brązowy medal w drużynowej jeździe na czas na mistrzostwach świata w Barcelonie. W tej samej konkurencji Szwedzi w składzie: Tord Filipsson, Lennart Fagerlund, Bernt Johansson i Sven-Åke Nilsson zwyciężyli podczas rozgrywanych rok później mistrzostw świata w Montrealu. Ponadto Szwedzi z Filipssonem w składzie zajęli szóste miejsce na igrzyskach olimpijskich w Monachium w 1972 roku oraz siódme na igrzyskach w Montrealu cztery lata później. Ponadto w latach 1974 i 1975 zajmował trzecie miejsce w klasyfikacji generalnej brytyjskiego Milk Race, a w 1973 roku był trzeci we francuskim Grand Prix de France. Wielokrotnie zdobywał medale mistrzostw krajów nordyckich, w tym sześć złotych. Siedmiokrotnie zdobywał złote medale mistrzostw Szwecji.
Jego siostra, Sylvia reprezentowała Szwecję w łyżwiarstwie szybkim.